# Idioma kenzi-dongolawi
El kenzi-dongolawi es un grupo de lenguas nilo-saharianas del grupo nubio, hablado en Sudán y Egipto, sobre el río Nilo.
Existen dos linguas el kenzi (o kenuzi) hablado al norte de Mahas (Egipto), mientras que el dongolawi (o dongola) se habla al sur de Mahas alrededor de Dongola; se consideraron dos variantes de la misma lengua en la norma ISO 639-3 antes 2012. Con los desplazamientos de población asociados a la presa de Asuán ahora también hay comunidades de hablantes en el Bajo Egipto y en la región oriental de Sudán (Khashm el-Girba). Además de esos dos variantes hablados a lo largo del Nilo, históricamente existieron otros tres dialectos más.